# Публий Калпурний Атилиан
Публий Калпурний Атилиан Атик Руф (на латински: Publius Calpurnius Atilianus Atticus Rufus) е политик и сенатор на Римската империя през 2 век.
През 135 г. той е консул заедно с Тит Тутилий Луперк Понтиан. През 139 г. е легат Augusti pro praetore на провинция Сирия Палестина.